# CertiLingua
CertiLingua ist ein europäisches Exzellenzlabel, das herausragende sprachliche, europäische und interkulturelle Kompetenzen von Schülern auszeichnet. Das Zertifikat wurde vom Bundesland Nordrhein-Westfalen und von den Niederlanden initiiert. Inzwischen wird es gemeinsam von 19 Partnerländern und -institutionen verliehen. Die ersten Absolventen erwarben das Zertifikat im Jahr 2008. Die Zahl der Schulen, die CertiLingua verleihen, ist seitdem stetig gewachsen und lag im Jahr 2023 bei über 300.

## Voraussetzungen für den Erwerb von CertiLingua
Schüler, die CertiLingua erwerben möchten, zeigen, dass sie den Herausforderungen der europäischen und der internationalen Zusammenarbeit sprachlich und kulturell gewachsen sind. Dazu müssen sie nachweisen, dass sie:
- zwei moderne Fremdsprachen auf dem Niveau B2 des GeR beherrschen;
- erfolgreich an bilingualem Sachfachunterricht teilgenommen haben;
- in mehreren Fächern Wissen über europäische und internationale Fragestellungen erworben haben;
- an einem internationalen Begegnungsprojekt teilgenommen und dieses kritisch reflektiert haben.

CertiLingua versteht sich als Exzellenzlabel, so dass die Schüler für den Erwerb des Zertifikats deutlich überdurchschnittliche Leistungen erbringen müssen; im deutschen Fall drückt sich dies in guten und sehr guten Noten aus.

## Partnerländer und -institutionen
- Österreich
- Deutschsprachige Gemeinschaft Belgiens
- Tschechische Republik
- Estland
- Frankreich
- Italien
- Schweden
- Deutschland (Berlin, Brandenburg, Bremen, Hamburg, Hessen, Niedersachsen, Mecklenburg-Vorpommern, Nordrhein-Westfalen, Rheinland-Pfalz, Sachsen, Thüringen, Deutsche Auslandsschulen)

Stand 2023